# Жвирблишки (Браславский район)
Жвирблишки (бел. Жвірблішкі) — деревня на северо-западе Белоруссии. Находится в Браславском районе Витебской области, вблизи с белорусско-литовской границей. Входит в Видзовский сельсовет.
По данным 2022 года в этой деревне находится 5 домов, в которых проживает 10 человек. В 1999 году в деревне проживало 13 жителей, в 2009 году — 9 жителей.